# Canton de Betz
Le canton de Betz est une ancienne division administrative française située dans le département de l'Oise et la région Picardie.

## Géographie
Ce canton a été organisé autour de Betz dans l'arrondissement de Senlis. Son altitude varie de 55 m (Neufchelles) à 158 m (Gondreville) pour une altitude moyenne de 111 m.
Au sud-est de l'Oise, limitrophe de la Seine-et-Marne et de l'Aisne, le canton de Betz est le canton du sud de l'Oise où l'habitat est le plus dispersé avec 48 habitants par km².
Près des trois quarts du territoire sont des terres agricoles constituées de terres arables principalement vouées aux grandes cultures. Malgré le caractère très rural de ses paysages, le canton de Betz est entièrement sous l'influence urbaine de Paris : en 1999, près de 80 % des actifs travaillaient en dehors du canton, pratiquement tous se dirigeaient vers ce pôle économique.
Localement, le canton est associé aux communes des cantons de Nanteuil-le-Haudouin et de Crépy-en-Valois au sein de la Communauté de communes du Pays de Valois.
Démographiquement, la population du canton s'est considérablement accrue entre 1975 et 1990 car elle a profité d'un apport de population, principalement de familles en provenance de la région parisienne, désireuses d'accéder à la propriété. Mais depuis le début des années 1990 ce phénomène de périurbanisation s'est ralenti et la croissance démographique du canton repose essentiellement sur l'excédent des naissances par rapport aux décès. Sa population est constituée par une plus forte proportion d'adultes de 30 à 59 ans qu'en moyenne. Cette population correspond à plusieurs vagues de jeunes ménages venus s'installer dans les années 1970.
En 2003 le revenu fiscal moyen par foyer atteignait 17 317 € ce qui est moins élevé que dans le canton voisin de Nanteuil-le-Haudouin où les cadres sont proportionnellement plus nombreux et les ouvriers moins nombreux que dans le canton de Betz. De plus, malgré la perte de près de la moitié des emplois, l'agriculture représentait encore en 1999 près de 15 % de l'activité économique du canton. Peu nombreuses, les exploitations sont grandes et rentables. Au dernier recensement agricole de 2000, les 89 exploitations d'une taille moyenne de 172 hectares se consacraient essentiellement aux grandes cultures. 
En 25 ans le canton a perdu 25 % de ses emplois industriels, qui représentaient à la fin des années 1990 29 % de l'appareil productif. Le fabricant de cabines d'avions, Les Stratifiés Strativer, racheté en 2008 par Hutchinson, demeure le plus important du canton avec 100 employés.
Enfin, en 1999, le tertiaire ne représentait plus que 58 % des emplois contre 70 % pour le sud de l'Oise. Il faut toutefois noter que ces emplois ont été multipliés par deux.

## Histoire
- De 1833 à 1848, les cantons de Betz et de Nanteuil-le-Haudouin avaient le même conseiller général. Le nombre de conseillers généraux était limité à 30 par département[2].

## Représentation

### Conseillers d'arrondissement (de 1833 à 1940)
| Période                                  | Période | Identité                                          | Étiquette   | Qualité |
| ---------------------------------------- | ------- | ------------------------------------------------- | ----------- | --- |
| 1833                                     | 1842    | Adolphe Jacques, Vicomte Cadeau d'Acy (1792-1855) |             | Maire d'Acy, propriétaire à Paris                                                                           |
| 1842                                     | 1848    | Frédéric Carriat (1794-1861)                      |             | Notaire royal, juge de paix à Betz                                                                          |
|                                          |         |                                                   |             | |
| 1852                                     | 1864    | M. Courtier                                       |             | Cultivateur, maire de Villers-Saint-Genest                                                                  |
| 1864                                     | 1871    | Vicomte Héricart de Thury                         |             | Propriétaire, maire de Thury-en-Valois                                                                      |
| 1871                                     | 1877    | Julien-Constant Moquet                            | Républicain | Cultivateur, maire de Brégy                                                                                 |
| 1877                                     | 1901    | André Roblin                                      |             | Cultivateur, maire de Betz, Président du Conseil d'arrondissement                                           |
| 1901                                     | 1907    | Frédéric Longuet (1855-1925)                      |             | Maire de Marolles                                                                                           |
| 1907                                     | ap.1925 | Émile René Delozanne                              | Radical     | Propriétaire, maire d'Acy-en-Multien                                                                        |
|                                          |         |                                                   |             | |
|                                          | 1937    | M. Hétroy                                         |             | Conseiller municipal de Betz                                                                                |
| 1937                                     | 1940    | M. Bride                                          | Rad.ind.    | |
| 1940                                     |         |                                                   |             | Les conseils d'arrondissement ont été suspendus par la loi du 12 octobre 1940 et n'ont jamais été réactivés |
| Les données manquantes sont à compléter. |         |                                                   |             | |

### Conseillers généraux de 1833 à 2015
| Période | Période          | Identité                                 | Étiquette            | Qualité |
| ------- | ---------------- | ---------------------------------------- | -------------------- | --- |
| 1833    | 1848             | Théodore Eugène Lemaire                  | Majorité dynastique` | Député de l'Oise au Corps législatif (1832-1848, 1849-1851, 1852-1865) Propriétaire, maire de Nanteuil-le-Haudouin |
| 1848    | 1854 (décès)     | Louis Etienne François Héricart de Thury |                      | Ancien membre du Conseil d'État Membre de l'Académie des Sciences Propriétaire à Thury                             |
| 1854    | 1878 (décès)     | Prince Victor Wallon                     |                      | Négociant, propriétaire Maire de Marolles                                                                          |
| 1878    | 1883 (démission) | Franck Chauveau                          | Centre gauche        | Avocat à la Cour d'appel de Paris Propriétaire à Coye Député (1876-1885) Sénateur (1888-1906)                      |
| 1883    | 1899 (décès)     | Julien-Constant Moquet (1822-1899)       | Républicain          | Propriétaire-agriculteur, maire de Brégy (1851-1852, 1870-1899), ancien conseiller d'arrondissement                |
| 1899    | 1910             | Frédéric Halimbourg                      | Républicain          | Ancien agent de change à Paris                                                                                     |
| 1910    | 1913             | Jacques Amédée Cadeau d'Acy (1873-1952)  | Républicain          | Médecin, maire d'Acy-en-Multien                                                                                    |
| 1913    | 1922             | Aristide Boulanger                       |                      | Maire d'Autheuil depuis 1880, conseiller d'arrondissement                                                          |
| 1922    | 1940             | Paul Delacroix                           | Rad.ind.             | Professeur agrégé à Amiens Propriétaire, conseiller municipal d'Ivors Nommé conseiller départemental en 1943       |
|         |                  |                                          |                      | |
| 1945    | 1951             | Marcel Simonin                           | PCF                  | Ouvrier agricole à Saint-Siméon (Seine-et-Marne)                                                                   |
| 1951    | 1957 (décès)     | Paul Delacroix                           | dvg                  | Professeur au lycée Condorcet, Paris Propriétaire à Ivors                                                          |
| 1957    | 1972 (décès)     | Robert Strauss                           | Rad.                 | Ancien directeur général du quotidien Le Havre Presse Suppléant du député Robert Hersant Propriétaire à Compiègne  |
| 1972    | 2001             | Guy Moreau                               | MRG puis PS puis dvd | directeur d'école Maire de Rouvres-en-Multien                                                                      |
| 2001    | 2014 (démission) | Philippe Boulland                        | dvd puis UMP         | Docteur en médecine Maire de Betz (1995-2004) Député européen (2010-2014)                                          |
| 2014    | 2015             | Myriam de Besombes                       | UMP                  | Ancienne Maire de Neufchelles                                                                                      |

## Composition
Le canton de Betz a groupé 25 communes et a compté 10 256 habitants (recensement de 1999 sans doubles comptes).
| Communes                 | Population (2012) | Code postal | Code Insee |
| ------------------------ | ----------------- | ----------- | ---------- |
| Acy-en-Multien           | 752               | 60620       | 60005      |
| Antilly                  | 313               | 60620       | 60020      |
| Autheuil-en-Valois       | 212               | 60890       | 60031      |
| Bargny                   | 215               | 60620       | 60046      |
| Betz                     | 934               | 60620       | 60069      |
| Bouillancy               | 360               | 60620       | 60091      |
| Boullarre                | 225               | 60620       | 60092      |
| Boursonne                | 246               | 60141       | 60094      |
| Brégy                    | 483               | 60440       | 60101      |
| Cuvergnon                | 317               | 60620       | 60190      |
| Étavigny                 | 118               | 60620       | 60224      |
| Gondreville              | 255               | 60117       | 60279      |
| Ivors                    | 211               | 60141       | 60320      |
| Lévignen                 | 770               | 60800       | 60358      |
| Mareuil-sur-Ourcq        | 1 439             | 60890       | 60380      |
| Marolles                 | 621               | 60890       | 60385      |
| Neufchelles              | 374               | 60890       | 60448      |
| Ormoy-le-Davien          | 179               | 60620       | 60478      |
| Réez-Fosse-Martin        | 130               | 60620       | 60527      |
| Rosoy-en-Multien         | 399               | 60620       | 60548      |
| Rouvres-en-Multien       | 481               | 60620       | 60554      |
| Thury-en-Valois          | 453               | 60890       | 60637      |
| Varinfroy                | 252               | 60890       | 60656      |
| La Villeneuve-sous-Thury | 166               | 60890       | 60679      |
| Villers-Saint-Genest     | 351               | 60620       | 60683      |

## Démographie
| 1962  | 1968  | 1975  | 1982  | 1990  | 1999   | 2009 |
| ----- | ----- | ----- | ----- | ----- | ------ | ---- |
| 5 816 | 6 269 | 6 450 | 7 706 | 9 638 | 10 256 | -    |